# Fantasma de eritrocitos
Los fantasmas de los eritrocitos son el resultado directo del proceso llamado hemólisis o ruptura de dichas células. La forma de los glóbulos rojos es determinada por fuerzas osmóticas, es decir, por la cantidad de agua que hay dentro de ellos. En una solución hipertónica (con mayor osmolaridad que el plasma sanguíneo) los eritrocitos disminuyen de tamaño por la pérdida osmótica de agua y adoptan una forma de estrella característica. En una solución hipotónica por el contrario, los eritrocitos aumentan de tamaño debido a la captación de agua y adoptan la forma esférica. El estiramiento de la membrana del eritrocito la hace permeable, por lo que se filtra la hemoglobina hacia el exterior de la célula. De esta forma quedan las estructuras casi incoloras llamadas "fantasmas" o ghosts.